# Изкуствен език
Изкуственият език (наричан още конструиран (построен, съграден) език) е специален език, чиято фонология, граматика и лексика е съзнателно създадена за изпълнението на определени цели, а не се е развила по естествен път. Има много възможни причини за създаване на подобен вид езици, като например да се улесни общуването (виж международен помощен език и код), за лингвистични експерименти или „езикови игри“. Изкуствените езици не бива да се бъркат с формалните езици — към които спадат и езиците за програмиране, които се използват за писането на компютърни програми за изпълнение от компютри. Основната разлика между изкуствените езици и езиците за програмиране, е, че изкуствените езици за създадени за употреба от хора, и като такива те не могат да се използват направо за писане на компютърни програми, защото езиците за програмиране изискват строго спазване на своя програмен синтаксис и пълна формалност (за разлика от езиците, които са за употреба от хора, при които езици се наблюдават вариации в употребата на езика – често дори неграматични изречения могат да се разберат).
През юли 2011 г. проучването на Гари Дейл Сърли показва, че трите най-говорени изкуствени езици са есперанто, интерлингва и клингонски.

## Класификация
Различават се следните видове изкуствени езици:
- Проектирани езици се делят на „логични езици“ - философичен, логичен и експериментален, предназначени за експериментални записи в логиката, философията и лингвистиката;
- Помощни езици (спомагателните езици) са създадени за международна комуникация;
- Артистични езици са създадени да създадат естетична наслада или хумористичен ефект. Обикновено тайни и мистични езици се класифицират като артистични.

Границите между тези категории в никакъв случай не са ясни. Всеки изкуствен език може да да попадне в повече от една категория. Логически език, създаден по естетически причини, може да се класифицира като артистичен, който може да бъде създаден от някого с философски мотиви, възнамерявайки този изкуствен език да се ползва като помощен.
Изкуствен език може да бъде нечий роден език, ако малки деца го научат от родителите си, които го знаят перфектно. Според Етнолог има около 200–2000 хора, чийто роден език е есперанто. Член на Клингонския езиков институт се е опитал да отгледа сина си с клингонски език.

## Априорни и апостериорни езици
Априорен език е език, чиято лексика не се основава на друг, вече съществуващ език. Апостериорен език е обратното на априорен.

## Изкуствени езици
- Волапюк
- Есперанто
- Идо
- Лидневи
- Междуславянски език
- Меронимия
- Новговор
- Новославянски език
- Словио
- Токи пона
- Локсиански